# Malhowice
Malhowice est une localité polonaise de la gmina et du powiat de Przemyśl en voïvodie des Basses-Carpates.